# درواس

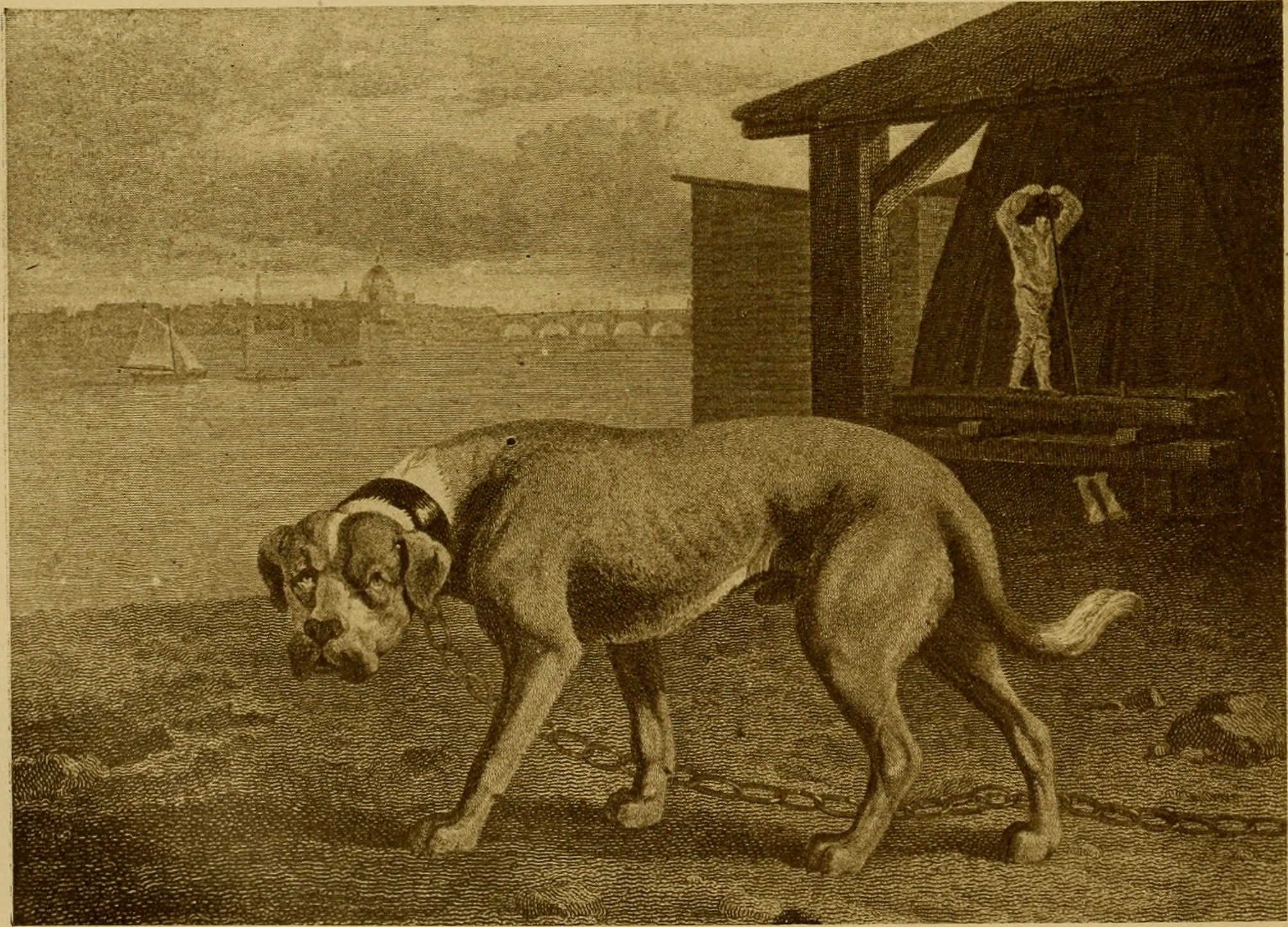
الدرواس بواسطة فيليب ريناجل عام 1805

الدِّرْوَاس (الجمع: دَرَاوِس) أو الجُعاسي أو الزُّغارِي هو نوع كبير وقوي من الكلاب. كلب الدرواس من أكبر الكلاب، وعادة ما يكون له ثوبٌ قصير وذيل طويل منخفض وأقدام كبيرة. الجمجمة كبيرة وضخمة وخطمه عريض وقصير (قصر الرأس) والأذنان تتدليان كالقلادة. تُظهر السجلات الأوربية والآسيوية التي يعود تاريخها إلى ما قبل 3000 عام كلابًا من نوع الدرواس. لطالما كانت كلاب الدرواس كلاب حراسة تحمي المنازل والممتلكات، وذلك مع أنها استخدمت على مر التاريخ كلاب صيد وكلاب حرب ولرياضات الدم، مثل مصارعة الكلاب والحيوانات الأُخَر مثل الثيران والدببة وحتى الأسود.